# Суаль
Суа́ль (фр. Soual, окс. Soal) — коммуна во Франции, находится в регионе Юг — Пиренеи. Департамент — Тарн. Входит в состав кантона Пастель. Округ коммуны — Кастр.
Код INSEE коммуны — 81289.

## География

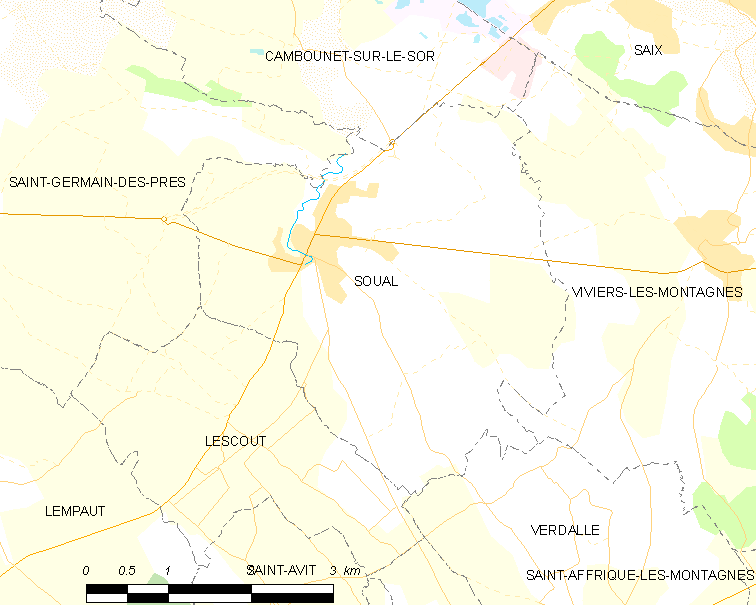
Карта коммуны

Коммуна расположена приблизительно в 590 км к югу от Парижа, в 55 км восточнее Тулузы, в 45 км к югу от Альби.
По территории коммуны протекают реки Берназобр, Сор и Сан.

## Климат
Климат умеренно-океанический. Зима мягкая и дождливая, лето жаркое с частыми грозами. Ветры довольно редки.

## Население
Население коммуны на 2010 год составляло 2308 человек.
| 1962 | 1968 | 1975 | 1982 | 1990 | 1999 | 2010 |
| ---- | ---- | ---- | ---- | ---- | ---- | ---- |
| 1136 | 1244 | 1459 | 1717 | 1990 | 1987 | 2308 |

## Администрация
| Период | Период | Фамилия        | Партия | Примечания |
| ------ | ------ | -------------- | ------ | ---------- |
| 1965   | 1983   | Мишель Рондо   |        |            |
| 1983   | 2001   | Жан-Клод Анина |        |            |
| 2001   | 2014   | Мишель Орьоль  |        |            |
| 2014   | 2020   | Жан-Люк Алибер |        |            |

## Экономика
В 2007 году среди 1336 человек в трудоспособном возрасте (15—64 лет) 981 были экономически активными, 355 — неактивными (показатель активности — 73,4 %, в 1999 году было 72,5 %). Из 981 активных работали 879 человек (499 мужчин и 380 женщин), безработных было 102 (43 мужчины и 59 женщин). Среди 355 неактивных 102 человека были учениками или студентами, 121 — пенсионерами, 132 были неактивными по другим причинам.

## Города-побратимы
- Калаф (Испания, с 28 апреля 2007)